# Gašerbrum II
Gašerbrum II (urdsky گاشر برم -2, transliterováno Gāšerbrum-2, čínsky 加舒尔布鲁木II峰, pinyin Jiāshūěrbùlǔmù II fēng, český přepis Ťia-šu-er-pu-lu-mu II feng) je třináctá nejvyšší hora světa a pátá nejvyšší hora Pákistánu. Název pochází z místního jazyka baltí, kde rgasha znamená krásný a brum znamená hora, dohromady tedy Krásná hora. Někdy bývá také nazývána K4.
Hora je součástí masívu Gašerbrum, který se nachází na hranici mezi Pákistánem a Čínou v pohoří Karákóram (v západní části Himálaje).

## Vrcholy masívu Gašerbrum
| Gašerbrum I (Hidden Peak) | 8068 m | 35°43′32″ s. š., 76°41′44″ v. d. |
| Broad Peak                | 8047 m | 35°48′35″ s. š., 76°34′25″ v. d. |
| Gašerbrum II              | 8035 m | 35°45′31″ s. š., 76°39′10″ v. d. |
| Gašerbrum III             | 7952 m | 35°45′36″ s. š., 76°38′26″ v. d. |
| Gašerbrum IV              | 7925 m | 35°45′39″ s. š., 76°36′57″ v. d. |
| Gašerbrum V               | 7321 m | 35°43′45″ s. š., 76°36′48″ v. d. |
| Gašerbrum VI              | 7003 m | 35°42′30″ s. š., 76°37′51″ v. d. |

## Výstupy
- 1956 – Poprvé vrchol této hory zdolali 8. července 1956 Josef Larch, Fritz Moravec a Hans Willenpart, členové rakouské horolezecké expedice. Jejich trasa výstupu je klasickou, tedy nejpoužívanější cestou na vrchol hory.
- 1975 – Francouzská expedice otevírá novou cestu k vrcholu pilířem vpravo od klasické trasy. Na vrchol vystupují Marc Batard a Yannick Seigneur.

Ve stejné době vystupují na vrchol klasickou cestou dvě polské horolezkyně – Halina Krüger-Syrokomska a Anna Okopinska (první samostatný ženský výstup na osmitisícovku), zatímco Janusz Onyszkiewicz, Leszek Cichy a Krzysztof Zdzitowiecki zlézají horu od severozápadu ze sedla mezi Gašerbrum II a Gašerbrum III (na tento sousední vrchol později Poláci jako první vystupují také).
- 1982 – Reinhold Messner, Nazir Sabir a Sher Khan vystupují na vrchol klasickou cestou alpským stylem.
- 1983 – Jerzy Kukuczka a Wojciech Kurtyka zlézají horu alpským stylem novou cestou jihovýchodním hřebenem přes vedlejší východní vrchol hory vysoký 7772 m.
- 1984 – Reinhold Messner a Hans Kammerlander uskutečňují přechod dvou osmitisícovek (Gašerbrum II a Gašerbrum I) naráz alpským stylem. Vystupují na Gašerbrum II klasickou cestou, sestupují ledopádem mezi francouzským pilířem a východním vrcholem a pokračují ve výstupu na Gašerbrum I.
- 2006 – Cedric Hahlen, Hans Mitterer a Ueli Steck z německo-švýcarské výpravy zlézají pilíř v levé části východní stěny k východnímu vrcholu vysokému 7772 m (druhý výstup na V vrchol od roku 1983).
- 2007 – Italové Karl Unterkircher, Daniele Bernasconi a Michele Compagnoni zlézají horu z čínské strany východní stěnou alpským stylem.
- 2011 – Simone Moro, Děnis Urubko a Cory Richards podnikají první úspěšný zimní výstup klasickou cestou.

### Výstupy českých horolezců
- 1988 – Dina Štěrbová
- 1995 – Oldřich Rypl, Stanislav Šilhán, Petr Skřivánek, Josef Šimůnek
- 1997 – Tomáš Bradáč, Ladislav Drda, Zdeněk Hrubý, Ladislav Kamarád, Vladimír Myšík, Miloslav Palacký, Luboš Pavlík, Josef Rybička, Pavel Plšek, Jiří Šmíd
- 2006 – Jan Vesták, Jan Krabec
- 2010 – Radek Jaroš, Libor Uher, Petr Mašek
- 2013 – Tomáš Petreček, Marek Novotný
- 2017 – Ivo Repčík
- 2019 – Jan Matiášek
- 2021 – Pavel Burda, Martin Ksandr, Marek Disman, Karolína Grohová

neúspěšné
- 2015 – Martin Matúšů, Ondřej Černý, Tomáš Prokeš a Ladislav Nosek skončili 10 a 100 m pod vrcholem[2]
- 2021 – Roman Balada, Filip Vítek, Daniel Born, Michal Veselý, Pavel Láznička, Vít Dubec, Lukáš Beránek, Petr Glettnik